# 坎普莫朗
坎普莫朗是巴西巴拉那州的一个市镇。总面积757.109平方公里，总人口85460人，人口密度112.9人/平方公里。